# 張嗣漢
張嗣漢（英語：Richard Chang，1964年11月25日—）是台裔美國商人、退役籃球運動員，曾任P. LEAGUE+會長。1980年代效力於加利福尼亞大學柏克萊分校打大學盃，之後代表中華男籃參加1987年亞錦賽。退役後進入好市多工作，逐步升任高級副總裁兼亞洲區經理。

## 早年
張嗣漢出生於臺灣南投，四歲時隨家人移居美國加州洛杉磯。成長在杭亭頓海灘，高中就讀於愛迪生高中，擔任校隊的前鋒，也是里克·迪伯納多的隊友。高中四年級入選All-CIF 4A一線隊，其中還包括傑伊·比拉斯和凱瑞·柏尼。之後加入田徑隊，並於1980年創新男子校隊跳高6英尺6英寸的紀錄。

## 籃球生涯
1982年至1986 年，憑藉著NCAA獎學金進入加利福尼亞大學柏克萊分校。他感謝加州金熊隊男子籃球隊教練盧·坎帕內利在那些年裡向他灌輸強烈的職業道德。由於前十字韌帶斷裂，並在1983-1984賽季沒有參加比賽。1985-1986年是球隊最後一個賽季，均場得分為3.5分，其中他在對戰加利福尼亞大學洛杉磯分校的比賽中得到8分。他在當時是唯一一位出生在台灣的一級球員。後來的媒體有時稱他為“1980年代的林書豪”。1985年受邀參加瓊斯盃為中華男籃出戰。也在台灣打半職業為麥當勞打球，並同時在一家貿易公司工作，但不到三年就辭職了，因為他發現聯盟沒有足夠的競爭力，結果讓他不再享受打籃球。

## 退役生活
張嗣漢退役後重返美國，在東南亞的一家美國公司短暫工作。1995年後，他回到台灣，創立了好市多當地子公司。他的高大身材和強壯體格繼續對他的事業產生巨大的幫助。有一次，他在一次航班上坐在中國信託商業銀行董事長辜仲諒旁邊。辜仲諒對於身材比自己高大得多的人印象深刻，因此與張展開了談話，詢問他是否打籃球。這次偶然的相遇為台灣好市多與中國信託合作推出促銷信用卡鋪平了道路。2015年8月，張嗣漢晉升為好市多亞洲區高級副總裁。2023年11月，張嗣漢出任P. LEAGUE+首任會長。2024年7月14日，張嗣漢以完成階段性任務及接下來的職涯規劃為由請辭會長職務。

## 軼聞
張嗣漢致力於幫助當地籃球運動員在退役後發展其他職業。此外，他還擔任台灣柏克萊俱樂部的主席。2017年7月，他的中文自助書《教練自己：從球場到職場COSTCO亞太區總裁張嗣漢的工作原則與人生態度》由《時報》出版。他熱愛游泳，大多數早上會早起，並在上班前前往游泳池
。他已婚並育有兩個兒子。他是物理學家徐道輝的表弟。

## 著作
- 《教練自己：從球場到職場COSTCO亞太區總裁張嗣漢的工作原則與人生態度 》（台北：時報出版，2017）

## 外部連結
- 張嗣漢在Sports-Reference.com（NCAA）（英语）